# Niania w akcji
Niania w akcji (tytuł oryg. Bo bui gai wak) – hongkońska komedia sensacyjna z 2006 roku. Film opowiada o nałogowym hazardziście (Jackie Chan), który jest poważnie zadłużony. Chińska mafia chce porwać syna bogatego finansisty zlecenie przyjmuje właśnie Fong Ka Ho czyli Chan. Film jest świetnym przykładem jak małe dziecko może zmienić dwóch mężczyzn. Ukazuje w śmieszny sposób postawę dwóch mężczyzn którzy będąc zawodowymi włamywaczami nie potrafią poradzić sobie w wychowaniu małego dziecka, lecz mimo to bardzo się do niego przywiązują.
W Hongkongu film zarobił 2 975 334, w Tajlandii 1 030 077 a na świecie 20 434 179 dolarów amerykańskich.

## Nominacje
W 2007 roku podczas 26. edycji Hong Kong Film Award Matthew Medvedev był nominowany do nagrody Hong Kong Film Award w kategorii Best New Performer. Chung Chi Li, Jackie Chan i jego zespół Jackie Chan Stunt Team byli nominowani w kategorii Best Action Choreography. W 2008 roku podczas 29. edycji Hundred Flowers Awards Baoguo Chen był nominowany do nagrody Hundred Flowers Award w kategorii Best Supporting Actor a Yuanyuan Gao w Best Actress.